# Eutropis novemcarinata
Eutropis novemcarinata är en ödleart som beskrevs av  Anderson 1871. Eutropis novemcarinata ingår i släktet Eutropis och familjen skinkar. IUCN kategoriserar arten globalt som livskraftig. Inga underarter finns listade i Catalogue of Life.